# Detektiv Rockford – Anruf genügt/Episodenliste
Dieser Episodenführer listet alle Episoden der US-amerikanischen Krimiserie Detektiv Rockford – Anruf genügt (Originaltitel: The Rockford Files) auf. Vor der eigentlichen Serie lief am 27. März 1974 der Pilotfilm The Backlash of the Hunter (deutscher Titel: Die schwarze Witwe) in der Erstausstrahlung. Die von NBC ausgestrahlte Serie wurde von 1974 bis 1980 insgesamt 123 Episoden in sechs Staffeln gezeigt. Die Erstausstrahlung der Serie fand vom 27. März 1974 bis zum 10. Januar 1980 statt. In den 1990er Jahren produzierte der Fernsehsender CBS zusätzlich acht Fernsehfilme in Länge von je anderthalb Stunden. Sie wurden vom 27. November 1994 bis zum 20. April 1999 gezeigt.
In Deutschland begann die Erstausstrahlung am 11. März 1976 im Ersten und ging bis zum 9. September 1980. Die Serie wurde damals nicht komplett mit allen Episoden gezeigt, so wurden manche Folgen, darunter der Pilotfilm, erst Mitte bis Ende der 1990er Jahre in verschiedenen Sendern erstmals im deutschen Fernsehen ausgestrahlt. Die Fernsehfilme kamen vom 2. Februar 1996 bis zum 3. August 2000 zur Erstausstrahlung.
Mittlerweile wurden sowohl die Serie als auch die Filme auf DVD veröffentlicht.

## Übersicht
| Staffel      | Episodenanzahl | Erstausstrahlung USA | Erstausstrahlung USA | Deutschsprachige Erstausstrahlung | Deutschsprachige Erstausstrahlung |
| Staffel      | Episodenanzahl | Staffelpremiere      | Staffelfinale        | Staffelpremiere                   | Staffelfinale                     |
| ------------ | -------------- | -------------------- | -------------------- | --------------------------------- | --------------------------------- |
| Pilot        | 1              | 27. März 1974        | –                    | 2. September 1996                 | –                                 |
| 1            | 23             | 13. September 1974   | 7. März 1975         | 11. März 1976                     | 20. September 1996                |
| 2            | 22             | 12. September 1975   | 19. März 1976        | 2. Oktober 1976                   | 16. Oktober 1996                  |
| 3            | 22             | 24. September 1976   | 1. April 1977        | 1. August 1978                    | 28. April 1997                    |
| 4            | 22             | 16. September 1977   | 24. Februar 1978     | 6. Juni 1978                      | 28. Mai 1997                      |
| 5            | 22             | 22. September 1978   | 13. April 1979       | 19. Juni 1980                     | 16. Dezember 1998                 |
| 6            | 12             | 28. September 1979   | 10. Januar 1980      | 27. Mai 1980                      | 28. Dezember 1998                 |
| Fernsehfilme | 8              | 27. November 1994    | 20. April 1999       | 2. Februar 1996                   | 3. August 2000                    |

## Pilot
| Nr. (ges.) | Nr. (St.) | Deutscher Titel    | Originaltitel              | Erstausstrahlung USA | Deutschsprachige Erstausstrahlung (D) | Regie              | Drehbuch                              |
| ---------- | --------- | ------------------ | -------------------------- | -------------------- | ------------------------------------- | ------------------ | ------------------------------------- |
| 1          | 1         | Die schwarze Witwe | The Backlash of the Hunter | 27. März 1974        | 2. Sep. 1996                          | Richard T. Heffron | Stephen J. Cannell, John Thomas James |

## Staffel 1
| Nr. (ges.) | Nr. (St.) | Deutscher Titel                    | Originaltitel                    | Erstausstrahlung USA | Deutschsprachige Erstausstrahlung (D) | Regie               | Drehbuch                                                                            |
| ---------- | --------- | ---------------------------------- | -------------------------------- | -------------------- | ------------------------------------- | ------------------- | ----------------------------------------------------------------------------------- |
| 1          | 1         | Der Vatermörder                    | The Kirkoff Case                 | 13. Sep. 1974        | 11. Mär. 1976 (Das Erste)             | Lou Antonio         | Stephen J. Cannell, John Thomas James                                               |
| 2          | 2         | Suche nach dem Namenlosen          | The Dark And Bloody Ground       | 20. Sep. 1974        | 4. Sep. 1996                          | Michael Schultz     | Stephen J. Cannell, John Thomas James                                               |
| 3          | 3         | Wer erschoß Carl?                  | The Countess                     | 27. Sep. 1974        | 1. Juli 1976 (Das Erste)              | Russ Mayberry       | Stephen J. Cannell, John Thomas James                                               |
| 4          | 4         | Ausfahrt Bay City                  | Exit Prentiss Carr               | 4. Okt. 1974         | 20. Mai 1976 (Das Erste)              | Alex Grasshoff      | Juanita Bartlett, John Thomas James                                                 |
| 5          | 5         | Eine Tote auf Reisen               | Tall Woman In Red Wagon          | 11. Okt. 1974        | 7. Okt. 1976 (Das Erste)              | Jerry London        | Stephen J. Cannell, John Thomas James                                               |
| 6          | 6         | Wer ist Mark Chalmers? (Teil 1)    | This Case is Closed (75 Min.)    | 18. Okt. 1974        | 10. Sep. 1996                         | Bernard L. Kowalski | Stephen J. Cannell, John Thomas James                                               |
| 7          | 7         | Wer ist Mark Chalmers? (Teil 2)    | –                                | –                    | 11. Sep. 1996                         | Bernard L. Kowalski | Stephen J. Cannell, John Thomas James                                               |
| 8          | 8         | Kunstwerke gefällig                | The Big Ripoff                   | 25. Okt. 1974        | 16. Sep. 1976 (Das Erste)             | Vincent McEveety    | Robert Hamner, John Thomas James                                                    |
| 9          | 9         | Der ehrenwerte Mr. Corell          | Find Me If You Can               | 1. Nov. 1974         | 21. März 1995                         | Lawrence Doheny     | Juanita Bartlett, John Thomas James                                                 |
| 10         | 10        | Freund oder Feind                  | In Pursuit Of Carol Thorne       | 8. Nov. 1974         | 2. Nov. 1976 (Das Erste)              | Charles S. Dubin    | Stephen J. Cannell, John Thomas James                                               |
| 11         | 11        | Geraubte Freundschaft              | The Dexter Crisis                | 15. Nov. 1974        | 6. Mai 1976 (Das Erste)               | Alex Grasshoff      | Gloryette Clark                                                                     |
| 12         | 12        | Schatzsuche mit Hindernissen       | Caledonia – It's Worth a Fortune | 6. Dez. 1974         | 21. Okt. 1976 (Das Erste)             | Stuart Margolin     | Juanita Bartlett, John Thomas James                                                 |
| 13         | 13        | Der große Aktienschwindel (Teil 1) | Profit and Loss (Part 1)         | 20. Dez. 1974        | 19. Sep. 1996                         | Lawrence Doheny     | Stephen J. Cannell, John Thomas James                                               |
| 14         | 14        | Der große Aktienschwindel (Teil 2) | Profit and Loss (Part 2)         | 27. Dez. 1974        | 20. Sep. 1996                         | Lawrence Doheny     | Stephen J. Cannell, John Thomas James                                               |
| 15         | 15        | Der Unfall des Senators            | Aura Lee, Farewell               | 3. Jan. 1975         | 22. Apr. 1976 (Das Erste)             | Jackie Cooper       | Edward J. Lakso, John Thomas James                                                  |
| 16         | 16        | Taschenspielertricks               | Sleight Of Hand                  | 17. Jan. 1975        | 19. Aug. 1976 (Das Erste)             | William Wiard       | Stephen J. Cannell, Jo Swerling Jr., nach der Geschichte Thin Air von Howard Browne |
| 17         | 17        | Ein Auftrag aus dem Knast          | Counter Gambit                   | 24. Jan. 1975        | 25. März 1976 (Das Erste)             | Jackie Cooper       | Howard Berk, Juanita Bartlett                                                       |
| 18         | 18        | Liebe – Drogen – Tod               | Claire                           | 31. Jan. 1975        | 28. März 1995                         | William Wiard       | Stephen J. Cannell, Edward J. Lakso                                                 |
| 19         | 19        | Rätsel um Jennifer                 | Say Goodbye To Jennifer          | 7. Feb. 1975         | 4. Apr. 1995                          | Jackie Cooper       | Juanita Bartlett. Rudolph Borchert                                                  |
| 20         | 20        | Die Lady am Strand                 | Charlie Harris At Large          | 14. Feb. 1975        | 10. Juni 1976 (Das Erste)             | Russ Mayberry       | Zekial Marko, John Thomas James                                                     |
| 21         | 21        | Die Polizei, dein Freund und Feind | The Four Pound Brick             | 21. Feb. 1975        | 15. Juli 1976 (Das Erste)             | Lawrence Doheny     | Leigh Brackett, Juanita Bartlett                                                    |
| 22         | 22        | Tod durch Unfall                   | Just By Accident                 | 28. Feb. 1975        | 5. Aug. 1976 (Das Erste)              | Jerry London        | Charles Sailor, Eric Kaldor                                                         |
| 23         | 23        | Verhängnisvoller Vertrag           | Roundabout                       | 7. März 1975         | 8. Apr. 1976 (Das Erste)              | Lou Antonio         | Edward J. Lakso, Mitchell Lindemann                                                 |

## Staffel 2
| Nr. (ges.) | Nr. (St.) | Deutscher Titel                 | Originaltitel                                    | Erstausstrahlung USA | Deutschsprachige Erstausstrahlung (D) | Regie           | Drehbuch                                                   |
| ---------- | --------- | ------------------------------- | ------------------------------------------------ | -------------------- | ------------------------------------- | --------------- | ---------------------------------------------------------- |
| 24         | 1         | Alte Freunde, alte Gauner       | The Aaron Ironwood School Of Success             | 12. Sep. 1975        | 15. Mai 1979 (Das Erste)              | Lou Antonio     | Stephen J. Cannell                                         |
| 25         | 2         | Ein Trick hoch zwei             | The Farnsworth Stratagem                         | 19. Sep. 1975        | 2. Okt. 1976 (Das Erste)              | Lawrence Doheny | Juanita Bartlett                                           |
| 26         | 3         | Ein ahnungsloser Engel (Teil 1) | Gearjammers (Part 1)                             | 26. Sep. 1975        | 10. Feb. 1977 (Das Erste)             | William Wiard   | Stephen J. Cannell, Don Carlos Dunaway                     |
| 27         | 4         | Ein ahnungsloser Engel (Teil 2) | Gearjammers (Part 2)                             | 3. Okt. 1975         | 17. Feb. 1977 (Das Erste)             | William Wiard   | Stephen J. Cannell, Don Carlos Dunaway                     |
| 28         | 5         | Zu tot, um schön zu sein        | The Deep Blue Sleep                              | 10. Okt. 1975        | 30. Dez. 1976 (Das Erste)             | William Wiard   | Juanita Bartlett, Chas. Floyd Johnson                      |
| 29         | 6         | Der See in der Wüste            | The Great Blue Lake Land And Development Company | 17. Okt. 1975        | 16. Dez. 1976 (Das Erste)             | Lawrence Doheny | Juanita Bartlett                                           |
| 30         | 7         | Ein schönes Paar                | The Real Easy Red Dog                            | 31. Okt. 1975        | 18. Nov. 1976 (Das Erste)             | Ivan Dixon      | Stephen J. Cannell                                         |
| 31         | 8         | Ein Mord mit Hindernissen       | Resurrection In Black & White                    | 7. Nov. 1975         | 16. Okt. 1996                         | Russ Mayberry   | Stephen J. Cannell, Juanita Bartlett                       |
| 32         | 9         | Ein wahrer Freund               | Chicken Little Is A Little Chicken               | 14. Nov. 1975        | 4. Nov. 1976 (Das Erste)              | Lawrence Doheny | Stephen J. Cannell                                         |
| 33         | 10        | Bestattung der besonderen Art   | 2 Into 5.56 Won't Go                             | 21. Nov. 1975        | 10. Apr. 1995                         | Jeannot Szwarc  | Stephen J. Cannell                                         |
| 34         | 11        | Die Touristen-Falle             | Pastoria Prime Pick                              | 28. Nov. 1975        | 11. Apr. 1995                         | Lawrence Doheny | Gordon Dawson                                              |
| 35         | 12        | Das Unschuldslamm               | The Reincarnation Of Angie                       | 5. Dez. 1975         | 6. Jan. 1977 (Das Erste)              | Jerry London    | Stephen J. Cannell                                         |
| 36         | 13        | Die Pokerrunde                  | The Girl in the Bay City Boys Club               | 19. Dez. 1975        | 25. Apr. 1995                         | James Garner    | Juanita Bartlett                                           |
| 37         | 14        | Der Schrecken des C-Blocks      | The Hammer Of C Block                            | 9. Jan. 1976         | 2. Mai 1995                           | Jerry London    | Gordon Dawson                                              |
| 38         | 15        | Der Unwiderstehliche            | The No-Cut Contract                              | 16. Jan. 1976        | 20. Jan. 1977 (Das Erste)             | Lou Antonio     | Stephen J. Cannell                                         |
| 39         | 16        | Der gute alte Dave              | A Portrait Of Elizabeth                          | 23. Jan. 1976        | 9. Mai 1995                           | Meta Rosenberg  | Stephen J. Cannell                                         |
| 40         | 17        | Traue niemals einem Anwalt      | Joey Blue Eyes                                   | 30. Jan. 1976        | 16. Mai 1995                          | Lawrence Doheny | Walter Dallenbach                                          |
| 41         | 18        | Der geheimnisvolle Brief        | In Hazard                                        | 6. Feb. 1976         | 23. Mai 1995                          | Jackie Cooper   | Juanita Bartlett                                           |
| 42         | 19        | Drei falsche Vögel              | The Italian Bird Fiasco                          | 13. Feb. 1976        | 9. Mai 1978 (Das Erste)               | Jackie Cooper   | Edward J. Lakso                                            |
| 43         | 20        | Wo ist Houston?                 | Where's Houston?                                 | 20. Feb. 1976        | 30. Mai 1995                          | Lawrence Doheny | Don Carlos Dunaway                                         |
| 44         | 21        | Foul im ersten Play             | Foul On The First Play                           | 12. März 1976        | 30. Mai 1978 (Das Erste)              | Lou Antonio     | Stephen J. Cannell, Chas. Floyd Johnson, Dorothy J. Bailey |
| 45         | 22        | Blüten-Träume                   | A Bad Deal In The Valley                         | 19. März 1976        | 6. Juni 1995                          | Jerry London    | Donald L. Gold, Lester Wm. Berke                           |

## Staffel 3
| Nr. (ges.) | Nr. (St.) | Deutscher Titel                    | Originaltitel                                                       | Erstausstrahlung USA | Deutschsprachige Erstausstrahlung (D) | Regie                | Drehbuch                                             |
| ---------- | --------- | ---------------------------------- | ------------------------------------------------------------------- | -------------------- | ------------------------------------- | -------------------- | ---------------------------------------------------- |
| 46         | 1         | Der vierte Mann                    | The Fourth Man                                                      | 24. Sep. 1976        | 1. Aug. 1978 (Das Erste)              | William Wiard        | Juanita Bartlett                                     |
| 47         | 2         | Dunkle Zeiten für Hellseher        | The Oracle Wore A Cashmere Suit                                     | 1. Okt. 1976         | 15. Aug. 1978 (Das Erste)             | Russ Mayberry        | David Chase                                          |
| 48         | 3         | Wo bleibt Daddy?                   | The Family Hour                                                     | 8. Okt. 1976         | 12. Nov. 1996                         | William Wiard        | Gordon Dawson                                        |
| 49         | 4         | Ehrlich währt oft kürzer           | Feeding Frenzy                                                      | 15. Okt. 1976        | 13. Mär. 1979 (Das Erste)             | Russ Mayberry        | Stephen J. Cannell, Donald L. Gold, Lester Wm. Berke |
| 50         | 5         | Millionär auf Zeit                 | Drought At Indianhead River                                         | 5. Nov. 1976         | 14. Nov. 1996                         | Lawrence Doheny      | Stephen J. Cannell                                   |
| 51         | 6         | Pech mit Öl                        | Coulter City Wildcat                                                | 12. Nov. 1976        | 27. Mär. 1979 (Das Erste)             | Russ Mayberry        | Don Carlos Dunaway                                   |
| 52         | 7         | So wahr mir Gott helfe             | So Help Me God                                                      | 19. Nov. 1976        | 18. Nov. 1996                         | Jeannot Szwarc       | Juanita Bartlett                                     |
| 53         | 8         | Hochzeit auf Armenisch             | Rattlers' Class Of '63                                              | 26. Nov. 1976        | 5. Juni 1979 (Das Erste)              | Meta Rosenberg       | David Chase                                          |
| 54         | 9         | Des Pudels Kern                    | Return to the Thirty-Eighth Parallel                                | 10. Dez. 1976        | 2. Jan. 1979 (Das Erste)              | Bruce Kessler        | Walter Dallenbach                                    |
| 55         | 10        | Gesundheit ist das halbe Leben     | Piece Work                                                          | 17. Dez. 1976        | 28. Nov. 1978 (Das Erste)             | Lawrence Doheny      | Juanita Bartlett                                     |
| 56         | 11        | Immer Ärger mit Warren             | The Trouble With Warren                                             | 24. Dez. 1976        | 31. Okt. 1978 (Das Erste)             | Christian I. Nyby II | Juanita Bartlett                                     |
| 57         | 12        | Bei Geld hört die Freundschaft auf | There's One In Every Port                                           | 7. Jan. 1977         | 14. Apr. 1997                         | Meta Rosenberg       | Stephen J. Cannell                                   |
| 58         | 13        | Böcke und Schafe                   | Sticks and Stones May Break Your Bones, But Waterbury Will Bury You | 14. Jan. 1977        | 19. Sep. 1978 (Das Erste)             | Jerry London         | David Chase                                          |
| 59         | 14        | Der Querkopf (Teil 1)              | The Trees, the Bees and T. T. Flowers (Part 1)                      | 21. Jan. 1977        | 16. Jan. 1979 (Das Erste)             | Jerry London         | Gordon Dawson                                        |
| 60         | 15        | Der Querkopf (Teil 2)              | The Trees, the Bees and T. T. Flowers (Part 2)                      | 28. Jan. 1977        | 23. Jan. 1979 (Das Erste)             | Jerry London         | Gordon Dawson                                        |
| 61         | 16        | Kein Tag zum Feiern                | The Becker Connection                                               | 11. Feb. 1977        | 17. Okt. 1978 (Das Erste)             | Reza Badiyi          | Juanita Bartlett, Chas. Floyd Johnson, Ted Harris    |
| 62         | 17        | Erbe gesucht                       | Just Another Polish Wedding                                         | 18. Feb. 1977        | 21. Apr. 1997                         | William Wiard        | Stephen J. Cannell                                   |
| 63         | 18        | Die Sprache des Geldes             | New Life, Old Dragons                                               | 25. Feb. 1977        | 22. Apr. 1997                         | Jeannot Szwarc       | David C. Taylor, Bernard Rollins, Leroy Robinson     |
| 64         | 19        | Nur ein kleiner Auftrag (Teil 1)   | To Protect and Serve (Part 1)                                       | 11. März 1977        | 23. Apr. 1997                         | William Wiard        | David Chase                                          |
| 65         | 20        | Nur ein kleiner Auftrag (Teil 2)   | To Protect and Serve (Part 2)                                       | 18. März 1977        | 24. Apr. 1997                         | William Wiard        | David Chase                                          |
| 66         | 21        | Unter Mordverdacht                 | Crack Back                                                          | 25. März 1977        | 28. Apr. 1997                         | Reza Badiyi          | Juanita Bartlett                                     |
| 67         | 22        | Unverhofft kommt oft               | Dirty Money, Black Light                                            | 1. Apr. 1977         | 5. Sep. 1978 (Das Erste)              | Stuart Margolin      | David C. Taylor                                      |

## Staffel 4
| Nr. (ges.) | Nr. (St.) | Deutscher Titel                 | Originaltitel                              | Erstausstrahlung USA | Deutschsprachige Erstausstrahlung (D) | Regie              | Drehbuch                                                          |
| ---------- | --------- | ------------------------------- | ------------------------------------------ | -------------------- | ------------------------------------- | ------------------ | ----------------------------------------------------------------- |
| 68         | 1         | Fremde Federn                   | Beamer's Last Case                         | 16. Sep. 1977        | 20. Juni 1978 (Das Erste)             | Stephen J. Cannell | Stephen J. Cannell, Booker Bradshaw, Calvin Kelly                 |
| 69         | 2         | Ärger in Kapitel 17             | Trouble In Chapter 17                      | 16. Sep. 1977        | 6. Juni 1978 (Das Erste)              | William Wiard      | Juanita Bartlett                                                  |
| 70         | 3         | Die Schlacht im Canoga Park     | The Battle Of Canoga Park                  | 30. Sep. 1977        | 30. Apr. 1997                         | Ivan Dixon         | Juanita Bartlett                                                  |
| 71         | 4         | Die bessere Hälfte              | Second Chance                              | 14. Okt. 1977        | 4. Juli 1978 (Das Erste)              | Reza Badiyi        | Gordon Dawson                                                     |
| 72         | 5         | Gruppenbild mit Jim             | The Dog And Pony Show                      | 21. Okt. 1977        | 18. Juli 1978 (Das Erste)             | Reza Badiyi        | David Chase                                                       |
| 73         | 6         | Der Komiker                     | Requiem For A Funny Box                    | 4. Nov. 1977         | 6. Mai 1997                           | William Wiard      | James Crocker, Burt Prelutsky                                     |
| 74         | 7         | Rockford und der Guru           | Quickie Nirvana                            | 11. Nov. 1977        | 7. Mai 1997                           | Meta Rosenberg     | David Chase                                                       |
| 75         | 8         | Eine Reise in die Vergangenheit | Irving The Explainer                       | 18. Nov. 1977        | 12. Mai 1997                          | James Coburn       | David Chase                                                       |
| 76         | 9         | Lauter weiße Westen             | The Mayor's Committee From Deer Lick Falls | 25. Nov. 1977        | 12. Dez. 1978 (Das Erste)             | Ivan Dixon         | William R. Stratton                                               |
| 77         | 10        | Hotel der Angst                 | Hotel Of Fear                              | 2. Dez. 1977         | 3. Okt. 1978 (Das Erste)              | Russ Mayberry      | Juanita Bartlett                                                  |
| 78         | 11        | Das Feigenblatt                 | Forced Retirement                          | 9. Dez. 1977         | 14. Nov. 1978 (Das Erste)             | Alexander Singer   | William R. Stratton                                               |
| 79         | 12        | Pech auf der ganzen Linie       | The Queen Of Peru                          | 16. Dez. 1977        | 15. Mai 1997                          | Meta Rosenberg     | David Chase                                                       |
| 80         | 13        | Tödliche Experimente            | A Deadly Maze                              | 23. Dez. 1977        | 16. Mai 1997                          | William Wiard      | Juanita Bartlett                                                  |
| 81         | 14        | Der alte Mafioso                | The Attractive Nuisance                    | 6. Jan. 1978         | 21. Mai 1997                          | Dana Elcar         | Stephen J. Cannell                                                |
| 82         | 15        | Eine Art Klassentreffen         | The Gang At Don's Drive-in                 | 13. Jan. 1978        | 22. Mai 1997                          | Harry Falk         | James Crocker                                                     |
| 83         | 16        | Gewerbe mit goldenem Boden      | The Paper Palace                           | 20. Jan. 1978        | 17. Apr. 1979 (Das Erste)             | Richard Crenna     | Juanita Bartlett                                                  |
| 84         | 17        | Die geplatzte Party             | Dwarf In A Helium Hat                      | 27. Jan. 1978        | 26. Mai 1997                          | Reza Badiyi        | Stephen J. Cannell, David Chase                                   |
| 85         | 18        | Reise ins Blaue                 | South By Southeast                         | 3. Feb. 1978         | 6. Feb. 1979 (Das Erste)              | William Wiard      | Juanita Bartlett                                                  |
| 86         | 19        | Der Club der Manager            | The Competitive Edge                       | 10. Feb. 1978        | 28. Mai 1997                          | Harry Falk         | Gordon Dawson                                                     |
| 87         | 20        | Das Geheimnis von Rosemont Hall | The Prisoner Of Rosemont Hall              | 17. Feb. 1978        | 4. Nov. 1996                          | Ivan Dixon         | Stephen J. Cannell. David Chase, Chas. Floyd Johnson, Maryann Rea |
| 88         | 21        | Computer hört mit (Teil 1)      | The House on Willis Avenue (120 Min.)      | 24. Feb. 1978        | 20. Feb. 1979 (Das Erste)             | Hy Averback        | Stephen J. Cannell                                                |
| 89         | 22        | Computer hört mit (Teil 2)      | –                                          | –                    | 27. Feb. 1979 (Das Erste)             | Hy Averback        | Stephen J. Cannell                                                |

## Staffel 5
| Nr. (ges.) | Nr. (St.) | Deutscher Titel                          | Originaltitel                                                  | Erstausstrahlung USA | Deutschsprachige Erstausstrahlung (D) | Regie              | Drehbuch                                          |
| ---------- | --------- | ---------------------------------------- | -------------------------------------------------------------- | -------------------- | ------------------------------------- | ------------------ | ------------------------------------------------- |
| 90         | 1         | Es geht um die Wurst                     | Heartaches Of A Fool                                           | 22. Sep. 1978        | 17. Juli 1979 (Das Erste)             | William Wiard      | Stephen J. Cannell                                |
| 91         | 2         | Rosendahl und Gilda Stern sind tot       | Rosendahl And Gilda Stern Are Dead                             | 29. Sep. 1978        | 3. Juli 1979 (Das Erste)              | William Wiard      | Juanita Bartlett                                  |
| 92         | 3         | Anwälte und andere Menschen              | The Jersey Bounce                                              | 6. Okt. 1978         | 3. Dez. 1998 (RTL2)                   | William Wiard      | David Chase, Stephen J. Cannell, Juanita Bartlett |
| 93         | 4         | Der weiße Ritter                         | White On White And Nearly Perfect                              | 20. Okt. 1978        | 19. Juni 1979 (Das Erste)             | Stephen J. Cannell | Stephen J. Cannell                                |
| 94         | 5         | Die Tücken der Karriere                  | Kill The Messenger                                             | 27. Okt. 1978        | 31. Juli 1979 (Das Erste)             | Ivan Dixon         | Juanita Bartlett                                  |
| 95         | 6         | Eine Hand wäscht die andere              | The Empty Frame                                                | 3. Nov. 1978         | 8. Dez. 1998 (RTL2)                   | Corey Allen        | Stephen J. Cannell                                |
| 96         | 7         | Immobilienhaie                           | A Three-Day Affair With a Thirty-Day Escrow                    | 10. Nov. 1978        | 7. Dez. 1998 (RTL2)                   | Ivan Dixon         | David Chase                                       |
| 97         | 8         | Der Mordauftrag                          | A Good Clean Bust With Sequel Rights                           | 17. Nov. 1978        | 7. Dez. 1998 (RTL2)                   | William Wiard      | Rudolph Borchert                                  |
| 98         | 9         | Ein teuflischer Plan (Teil 1)            | Black Mirror (Part 1)                                          | 24. Nov. 1978        | 8. Dez. 1998 (RTL2)                   | Arnold Laven       | David Chase                                       |
| 99         | 10        | Ein teuflischer Plan (Teil 2)            | Black Mirror (Part 2)                                          | 24. Nov. 1978        | 9. Dez. 1998 (RTL2)                   | Arnold Laven       | David Chase                                       |
| 100        | 11        | Fast ein K. o.                           | A Fast Count                                                   | 1. Dez. 1978         | 11. Sep. 1979 (Das Erste)             | Reza Badiyi        | Gordon Dawson                                     |
| 101        | 12        | Rufmord                                  | Local Man Eaten By Newspaper                                   | 8. Dez. 1978         | 10. Dez. 1998 (RTL2)                  | Meta Rosenberg     | Juanita Bartlett                                  |
| 102        | 13        | Wo viel Licht ist…                       | With The French Heel Back, Can The Nehru Jacket Be Far Behind? | 5. Jan. 1979         | 10. Juni 1980 (Das Erste)             | Ivan Dixon         | Rudolph Borchert                                  |
| 103        | 14        | Das Schlachtross                         | The Battle-ax And The Exploding Cigar                          | 12. Jan. 1979        | 28. August 1979 (Das Erste)           | Ivan Dixon         | Rogers Turrentine, Mann Rubin, Michael Wagner     |
| 104        | 15        | Immer zu Diensten                        | Guilt                                                          | 19. Jan. 1979        | 11. Dez. 1998 (RTL2)                  | William Wiard      | Juanita Bartlett                                  |
| 105        | 16        | Doppelter Boden                          | The Deuce                                                      | 26. Jan. 1979        | 14. August 1979 (Das Erste)           | Bernard McEveety   | Gordon Dawson                                     |
| 106        | 17        | Von Steuerprüfern und anderen Krokodilen | The Man Who Saw The Alligators                                 | 10. Feb. 1979        | 14. Dez. 1998 (RTL2)                  | Corey Allen        | David Chase                                       |
| 107        | 18        | Die Rückkehr der Canyon Rocker           | The Return of the Black Shadow                                 | 17. Feb. 1979        | 15. Dez. 1998 (RTL2)                  | William Wiard      | Stephen J. Cannell                                |
| 108        | 19        | So kann man sich irren                   | A Material Difference                                          | 24. Feb. 1979        | 15. Dez. 1998 (RTL2)                  | William Wiard      | Rogers Turrentine                                 |
| 109        | 20        | König der Betrüger (Teil 1)              | Never Send a Boy King to Do a Man’s Job (Part 1)               | 3. März 1979         | 16. Dez. 1998 (RTL2)                  | William Wiard      | Juanita Bartlett                                  |
| 110        | 21        | König der Betrüger (Teil 2)              | Never Send a Boy King to Do a Man’s Job (Part 2)               | 3. März 1979         | 16. Dez. 1998 (RTL2)                  | William Wiard      | Juanita Bartlett                                  |
| 111        | 22        | Auf frischer Tat                         | A Different Drummer                                            | 13. Apr. 1979        | 22. Juli 1980 (Das Erste)             | Reza Badiyi        | Rudolph Borchert                                  |

## Staffel 6
| Nr. (ges.) | Nr. (St.) | Deutscher Titel                     | Originaltitel                              | Erstausstrahlung USA | Deutschsprachige Erstausstrahlung (D) | Regie              | Drehbuch                                           |
| ---------- | --------- | ----------------------------------- | ------------------------------------------ | -------------------- | ------------------------------------- | ------------------ | -------------------------------------------------- |
| 112        | 1         | Goldfieber in Malibu                | Paradise Cove                              | 28. Sep. 1979        | 27. Mai 1980 (Das Erste)              | Stephen J. Cannell | Stephen J. Cannell                                 |
| 113        | 2         | Große Tiere, kleine Fische (Teil 1) | Lions, Tigers, Monkeys and Dogs (Part 1)   | 12. Okt. 1979        | 1. Juli 1980 (Das Erste)              | William Wiard      | Juanita Bartlett                                   |
| 114        | 3         | Große Tiere, kleine Fische (Teil 2) | Lions, Tigers, Monkeys and Dogs (Part 2)   | 12. Okt. 1979        | 8. Juli 1980 (Das Erste)              | William Wiard      | Juanita Bartlett                                   |
| 115        | 4         | Der Mega-Star und der Tod (Teil 1)  | Only Rock 'n' Roll Will Never Die (Part 1) | 19. Okt. 1979        | 18. Dez. 1998 (RTL2)                  | William Wiard      | David Chase                                        |
| 116        | 5         | Der Mega-Star und der Tod (Teil 2)  | Only Rock 'n' Roll Will Never Die (Part 2) | 26. Okt. 1979        | 18. Dez. 1998 (RTL2)                  | William Wiard      | David Chase                                        |
| 117        | 6         | Traum vom Glück                     | Love Is The Word                           | 9. Nov. 1979         | 23. Dez. 1998 (RTL2)                  | John Patterson     | David Chase                                        |
| 118        | 7         | Zu viele Köche                      | Nice Guys Finish Dead                      | 16. Nov. 1979        | 5. Aug. 1980 (Das Erste)              | John Patterson     | Stephen J. Cannell                                 |
| 119        | 8         | Das Hawaiianische Abenteuer         | The Hawaiian Headache                      | 23. Nov. 1979        | 26. Aug. 1980 (Das Erste)             | William Wiard      | Stephen J. Cannell                                 |
| 120        | 9         | Wo die Liebe hinfällt               | No Fault Affair                            | 30. Nov. 1979        | 23. Dez. 1998 (RTL2)                  | Corey Allen        | Juanita Bartlett                                   |
| 121        | 10        | Päckchen und andere Überraschungen  | The Big Cheese                             | 7. Dez. 1979         | 12. Aug. 1980 (Das Erste)             | Joseph Pevney      | Shel Willens                                       |
| 122        | 11        | Zwei Böse Buben                     | Just A Coupla Guys                         | 14. Dez. 1979        | 28. Dez. 1998 (RTL2)                  | Ivan Dixon         | David Chase                                        |
| 123        | 12        | Totes Rennen in Parma               | Deadlock In Parma                          | 10. Jan. 1980        | 9. Sep. 1980 (Das Erste)              | Winrich Kolbe      | Rudolph Borchert, Donald L. Gold, Lester Wm. Berke |

## Fernsehfilme
| Nr. (ges.) | Nr. (St.) | Deutscher Titel            | Originaltitel           | Erstausstrahlung USA | Deutschsprachige Erstausstrahlung (D) | Regie              | Drehbuch                                                            |
| ---------- | --------- | -------------------------- | ----------------------- | -------------------- | ------------------------------------- | ------------------ | ------------------------------------------------------------------- |
| 1          | 1         | L. A. – Ich liebe dich     | I Still Love L.A.       | 27. Nov. 1994        | 2. Feb. 1996                          | James Whitmore Jr. | Juanita Bartlett                                                    |
| 2          | 2         | Ende gut, alles gut        | A Blessing in Disguise  | 14. Mai 1995         | 9. Feb. 1996                          | Jeannot Szwarc     | Stephen J. Cannell                                                  |
| 3          | 3         | Teuflisches Komplott       | If the Frame Fits…      | 14. Jan. 1996        | 30. Dez. 1998 (RTL2)                  | Jeannot Szwarc     | Juanita Bartlett                                                    |
| 4          | 4         | Eine Frage der Ehre        | Godfather Knows Best    | 18. Feb. 1996        | 29. Dez. 1998 (RTL2)                  | Tony Wharmby       | David Chase                                                         |
| 5          | 5         | Falsche Freunde            | Friends and Foul Play   | 25. Apr. 1996        | 9. Aug. 2008 (Das Vierte)             | Stuart Margolin    | Stephen J. Cannell                                                  |
| 6          | 6         | Russisches Roulette        | Punishment and Crime    | 18. Sep. 1996        | 26. Mär. 1998 (RTL2)                  | David Chase        | David Chase, nach dem Roman Schuld und Sühne von Fjodor Dostojewski |
| 7          | 7         | Detektiv im Rampenlicht    | Murder and Misdemeanors | 21. Nov. 1997        | 2. Apr. 1999 (Premiere)               | Tony Wharmby       | Juanita Bartlett                                                    |
| 8          | 8         | Nur Blut verkauft sich gut | If It Bleeds, It Leads  | 20. Apr. 1999        | 3. Aug. 2000 (Premiere)               | Stuart Margolin    | Stephen J. Cannell, Juanita Bartlett, Reuben Leder                  |